# Medmet
Mêdmet (interjékcija) je nepregibna besedna vrsta, ki izraža duševno stanje, spodbujanje k dejanju ali posnemanje zvokov, glasov.
V povedi tvori pastavek.  Iz nekaterih medmetov so izpeljani glagoli, na primer jav − javkati, mu − mukati, čiv − čivkati ...  Ob glagolih oglašanja medmet prevzame vlogo povedkovnika (Ptica je pela čivčiv.). Pri govoru medmetu sledi premor, v pisavi pa vejica (Av, boli me.). Le izjemoma se medmet lahko rabi nestavčno, ko ima funkcijo stavčnega člena (Oče je zakričal, sin pa smuk v svojo sobo.).

## Vrste medmetov
Medmeti izražajo posameznikovo razpoloženje (npr. av izraža bolečino, fuj gnus ...), posnemajo naravne glasove (ga ga posnema oglašanje race, gosi, hrr posnema glas pri smrčanju ...) ali pa izražajo velevanje (pst izraža opozorilo, naj nekdo obmolkne, alo izraža ukaz ...). Zato ločimo:
- razpoloženjske,
- posnemovalne (onomatopejske) in
- velelne medmete.

Med velelne, poleg pravih velelnih, kakor spadajo velelnice za ljudi (na primer čak, na) in velelnice za živali (na primer kuš, marš) Toporišič v svoji slovnici uvršča tudi vabne klice (medmete, s katerimi vabimo živali, na primer muc, pi pi) ter zvalnice in pozdrave (na primer ej, hej, dober dan).  Slovenski pravopis (2001) je osamosvojil
skupino pozdravnih medmetov, ki so po Toporišiču razvrščeni kot podskupina velelnih, imenovani zvalnice in pozdravi.

## Izgovorne značilnosti
Medmeti imajo deloma samosvoje glasovje; pogosto se glasovi medmetov izgovarjajo drugače kot glasovi drugih besednih vrst. Nekatere glasovne značilnosti medmetov so:
- glasove medmetov večkrat izgovarjamo vdišno (z vdihom), medtem ko se glasovi v drugih besednih vrstah vedno izgovarjajo izdišno (z izdihom) – npr. sss, fff;
- h se večrat namesto kot mehkonebni pripornik izgovori kot nepriporniški h;
- le pri medmetih nastopajo tleski (glasovi, ki nastanejo s sunkovito odpravo pritiska na zaporo v govorni cevi);
- naglašene kračine so lahko tudi na nezadnjem ali needinem zlogu.[2]